# منطقه ۷ شهرداری تهران
منطقه ۷ شهرداری تهران یکی از مناطق شهری تهران است که در مرکز مایل به شرق تهران واقع شده است. مرز شمالی این منطقه بزرگراه رسالت، مرز شرقی خیابان‌های مجیدیه (استاد حسن بنا) و سبلان، مرز جنوبی خیابان‌های انقلاب و دماوند و مرز غربی آن بزرگراه مدرس و خیابان شهید مفتح می‌باشد. منطقه هفت شهرداری تهران از شمال همجوار مناطق سه و چهار از شرق با منطقه هشت از غرب با منطقه شش و از جنوب با مناطق دوازده و سیزده شهرداری تهران همسایه است.این منطقه دارای ۵ ناحیه و ۱۴ محله است. محله‌های بهار، گرگان، نظام‌آباد، عباس‌آباد و امجدیه از محله‌های مشهور این منطقه هستند.
مراکز فرهنگی مانند سینما تیراژه ۲، سینما سروش، سینما صحرا، سینما پایتخت، دانشگاه خوارزمی، مجموعه فرهنگی هنری تهران، عمارت کلاه فرنگی، باغ‌موزه قصر، تالار هنر، موزه رضا عباسی، فرهنگسرای اندیشه، موزه عکاسخانه شهر و… در این منطقه قرار دارد. همچنین بوستان اندیشه در شمار بوستان‌های مطرح این منطقه است.منطقه هفت دسترسی خوبی به شبکه بزرگراهی تهران دارد، احاطه شدن نسبی منطقه در شبکه بزرگراهی از مزیت‌های این منطقه است. سه بزرگراه شمال به جنوب امام علی، بزرگراه شهید صیاد شیرازی و بزرگراه شهید مدرس از منطقه هفت عبور می‌کند.

## تاریخچه

تابلوی آغاز منطقه ۷ تهران بر روی پل تقاطع خیابان تخت طاووس (استاد مطهری) و بزرگراه مدرس.

بررسی و تحلیل اجمالی سابقه تحولات و گسترش کالبدی منطقه هفت از دوره قاجار تا دوره جمهوری اسلامی به شرح زیر است.
قاجار
در دوره قاجار تهران به عنوان پایتخت ایران برگزیده شد. از دوره‌های آقا محمدخان قاجار، فتحعلی شاه تهران از جمله منطقه هفت تحولات کالبدی را از سر گذراند که از آن جمله می‌توان به احداث باغ صبا در این منطقه اشاره کرد. در دوره محمد شاه، اعیان به تبعیت از شاه اقدام به احداث باغ‌های تفریحی کردند. از جمله میرزا آقاسی صدراعظم محمدشاه قاجار در محدوده وسیعی دربرگیرنده یوسف‌آباد و داودیه باغ‌هایی را احداث کرد مجموعه این منطقه در تهران قدیم عباس‌آباد نام گرفت. در دوره ناصرالدین شاه است که عمارت و باغ عشرت‌آباد (محدوده میدان سپاه کنونی) بنیاد نهاد شد. محله کنونی امجدیه از باغ‌ها و تفرجگاه‌های مطرح عهده ناصری بوده است.
دوره پهلوی
تهران پهلوی با تهران قاجار تفاوت چشمگیری دارد؛ به‌طور مشخص امحاء و تغییر کاربری بناهای قاجاری در دوره پهلوی اول رقم می‌خورد.
پهلوی اول
مستند به گزارش‌های تاریخی باغ عمارت عشرت‌آباد در کودتای ۱۲۹۹ برای فعالیت‌های نظامی و ایجاد قراولخانه مورد استفاده قرار گرفت و سپس به پادگان تبدیل شد. همچنین در سال۱۳۰۸ کاخ قصر به زندان قصر تبدیل شد. سال۱۳۱۴ باغ امجدیه (برگرفته از نام امجد سلطان) به ورزشگاه تبدیل شد. همچنین در همین دوران است که اراضی عباس‌آباد به تصرف دولت درآمد و پادگان و تأسیسات نظامی در بخشی از آن دایر شد. در پایان حکومت رضا شاه مرز جنوبی منطقه هفت شهرداری به صورت خیابان انقلاب-دماوند شکل گرفت. خیابان قدیم شمیران مجدداً تعویض شد. در نهایت در طول دوره حکمرانی پهلوی اول در فاصله سال‌های ۱۲۹۹ تا ۱۳۲۰ بخش عمده‌ای از بناها و قصرهای باقی مانده از دوره قاجار به‌طور کامل تغییر کاربری یافتند. در همین فاصله زمانی است که بخشی از منطقه هفت کنونی شهرداری تهران، تحت مدیریت بلدیه تهران قرار گرفت.
پهلوی دوم
مرحله گذار از شهر به کلان‌شهر تهران متأثر از رشد عمومی شهر تهران از نظر کالبدی و اجتماعی است و منطقه هفت شهرداری تهران نیز مستثنا از این قاعده نیست. در دوره پهلوی دوم اراضی حد واسط بین جاده قدیم شمیران و امتداد خیابان روزولت و جاده سوم تحت گرایش توسعه به سمت شمال هستند. این اراضی به تملک اقشار شهرنشین جدید با رفاه اجتماعی بیشتر درآمد. جاده قدیم شمیران و اراضی حد واسط خیابان‌های دماوند و سبلان به تملک اقشار شهرنشین جدید با گرایش عمده به رفاه اجتماعی پایین‌تر درآمد. همچنین در این دوره با انتقال مرکز سیاسی- حکومتی از محل کاخ مرمر به سعدآباد در سال ۱۳۴۴ موجبات تقویت شمیران به عنوان هسته شهری را فراهم آورد. در حالی که پیش از این این منطقه خارج از هسته مرکزی شهر تهران بود. از دهه چهل نقش منطقه هفت به عنوان حد واسط دو هسته شهری به منظور انتقال رفت و آمد شهری رو به افزایش گذاشت. در تبیین آثار تصویب و اجرای طرح جامع شهر تهران در سال ۱۳۴۸ بر منطقه هفت شهرداری می‌توان به چهار سیاست تعیین‌کننده اشاره کرد.
- برنامه‌ریزی و طراحی محور شرقی –غربی که امروز مرز شمالی منطقه را تعیین می‌کند.
- برنامه‌ریزی و طراحی شریانی درجه یک جاده سوم (بزرگراه مدرس) که امروز مرز غربی منطقه را تعیین می‌کند.
- تعیین یکی از قطبهای ثانویه شهر تهران در۵۵۴ هکتار از اراضی شمال خیابان عباس‌آباد برای امور اداری، سیاسی و بین‌المللی.
- خروج پادگان‌ها از شهر تهران

دوره جمهوری اسلامی
در سال ۱۳۵۷ منطقه هفت به‌طور کامل به یک بافت مسکونی شهری با تفاوت اجتماعی و کالبدی در دو سمت خیابان قدیم شمیران (خیابان علی شریعتی) تبدیل شده بود. این بافت مسکونی در دو سمت جنوب و غرب به دلیل همجواری با هسته مرکزی شهر تهران و تحت تأثیر آن رنگ بوی هسته شهر را به خود گرفته بود. در ادامه مروری فهرست‌وار به تغییرات کلان این منطقه بعد انقلاب خواهیم داشت.
- در اجرای سیاست عمومی دولت مبنی بر خودکفایی شهرداری‌ها، منطقه هفت به یکی از هفت منطقه درآمدزا برای شهرداری تهران بدل شد.
- رشد هسته مرکزی تهران به ویژه در قسمت شمالی آن، مرز این محدوده را تا خیابان شهید بهشتی گسترش داد.
- پس از سه دهه، خط شماره یک مترو سال ۱۳۸۰ راه‌اندازی شد. این خط مترو به‌طور کامل از شمال به جنوب مرز غربی منطقه هفت را طی می‌کند.
- احداث خط مترو شماره یک باعث تقویت روند ادغام در هسته مرکزی غرب و جنوب غربی منطقه شد.

## اطلاعات عمومی
منطقه هفت شهرداری تهران به عنوان یکی از مناطق مرکزی تهران ویژگی‌های جغرافیایی، جمعیتی و اداری به شرح زیر دارد.
وسعت
منطقه ۷ یکی از مناطق واقع در پهنه مرکزی شهر تهران است که با مساحت ۱۵۳۴ هکتار و مختصات "14-G25- M51 تا "18- G28- M51 طول شرقی و "7-G42-M35 تا"33-G44-M35 عرض شمالی است. منطقه ۷ وسعتی معادل ۱۵۳۳۵۲۱۲٬۴۱ متر مربع دارد که ۱/۲ درصد مساحت کل شهر تهران است واز لحاظ وسعت مقام یازدهم را در بین مناطق شهر تهران دارا می‌باشد. مناطق سه و چهار از شرق با منطقه هشت از غرب با منطقه شش و از جنوب با مناطق دوازده و سیزده شهرداری تهران همسایه است. همچنین مرز شمالی این منطقه بزرگراه رسالت، مرز شرقی خیابان‌های مجیدیه (استاد حسن بنا) و سبلان، مرز جنوبی خیابان‌های انقلاب و دماوند و مرز غربی آن بزرگراه مدرس و خیابان شهید مفتح می‌باشد.
بافت فرسوده
مساحت بافت فرسوده ۲۳۸ هکتار که ۱۵ درصد کل مساحت منطقه را شامل می‌شود و ششمین منطقه به لحاظ دارا بودن بافت فرسوده در بین مناطق می‌باشد. منطقه ۷ شهرداری تهران ۱۳٫۱۰۳ پلاک فرسوده دارد و نسبت بافت فرسوده منطقه به بافت فرسوده شهر تهران ۳/۷ می‌باشد.
جمعیت
جمعیت ساکن منطقه هفت در آخرین گزارش مربوط به سال ۱۴۰۰ مستند به سایت شهرداری این منطقه بالغ بر ۳۱۲٫۰۰۲ هزار نفر بوده است؛ نسبت جمعیت منطقه به جمعیت شهر تهران: ۸۳/۳ درصد اعلام شده است که تعداد ۱۱۵٫۸۸۰ خانوار در این منطقه سکونت دارند. جمعیت مردان: ۱۶۰٫۱۲۰ نفر و جمعیت زنان ساکن در این منطقه ۱۵۱٫۸۸۲ نفر می‌باشد. این منطقه طی سال‌های ۱۳۵۹–۱۳۷۵ دارای نرخ رشد منفی بوده که به مرور از روند کاهشی جمعیت آن کاسته شده است. روند رشد جمعیتی منطقه طی سال‌های ۱۳۷۵ تا ۱۳۸۵ مثبت بوده است. همچنین مستند به گزارش مرکز آمار ایران جمعیت این منطقه براساس سرشماری سال ۱۳۹۵ ایران، ۳۱۲٬۱۹۴ نفر (۱۱۵٬۹۳۰ خانوار) شامل ۱۵۲٬۰۲۴ مرد و ۱۶۰٬۱۷۰ زن اعلام شده است.
ویژگی‌ها
منطقه هفت از حیث دسترسی به شبکه مواصلاتی و نیز بافت تاریخی و قرار گرفتن در مرکز شهر دارای ویژگی‌های متعددی است که به برخی از آن‌ها اشاره می‌شود.
- احاطه شدن نسبی منطقه در شبکه بزرگراهی
- وجود محور تاریخی شمیران – شریعتی
- وجود اراضی نسبتاً وسیع با کاربری نظامی سیزده درصد از مساحت کل منطقه را با کاربری نظامی است.
- وجود مصلی بزرگ تهران
- عبور پنج خط اصلی مترو، هفت ایستگاه بهره‌برداری شده و ایستگاه در دست احداث
- تفاوت چشمگیر میان بخش غربی و شرقی منطقه از لحاظ بافت اقتصادی و فرهنگی
- وجود محلات باهویت در پیوند با رشد قدیم شهر
- واقع شدن در پهنه مرکزی تهران و پیوند با استخوان‌بندی مرکز شهر

## محله‌ها
این منطقه دارای ۵ ناحیه و ۱۴ محله است. محله‌های منطقه هفت مستند به گزارش سایت این شهرداری تا سال ۱۴۰۰ به شرح زیر است.
- بهار
- سهروردی
- عباس‌آباد
- مجیدیه - دبستان
- نظام‌آباد
- ارامنه
- امجدیه
- خواجه نصیر
- خواجه نظام‌المل
- حشمتیه
- کاج
- نیلوفر
- شاهد
- گرگان - دهقان

## مراکز مهم
در منطقه هفت مراکز فرهنگی، بناهای تاریخی، مراکز علمی و درمانی متعددی وجود دارد که در اینجا به برخی از آن‌ها اشاره می‌شود.
مراکز فرهنگی و ورزشی
برخی از مراکز فرهنگی منطقه به شرح زیر است.
- سینما تیراژه ۲
- سینما سروش
- سینما صحرا
- سینما پایتخت
- مجموعه فرهنگی هنری تهران
- عمارت کلاه فرنگی
- باغ‌موزه قصر
- تالار هنر
- ورزشگاه شهید شیرودی
- موزه رضا عباسی
- دانشگاه خوارزمی
- دبیرستان صالح
- مصلی تهران
- فرهنگسرای اندیشه
- خانه سینما
- موزه عکاسخانه شهر
- انجمن فرهنگی ایران و اتریش
- موزه بی‌سیم
- موزه دکتر حبیبی
- تماشاخانه ملک

بوستان‌ها
در این منطقه بوستان‌های محلی متعددی وجود دارد که معروف‌ترین آن بوستان اندیشه و باغ‌موزه قصر هستند. برخی از دیگر بوستان‌ها عبارتند از
- آلاله
- آهنچی
- ارکیده
- باغ دقت
- باغچه کهن
- آو
- ارکیده
- بهار شیراز
- سپیدار
- سرو

## حمل و نقل عمومی
منطقه هفت دسترسی خوبی به شبکه بزرگراهی تهران دارد، احاطه شدن نسبی منطقه در شبکه بزرگراهی از مزیت‌های این منطقه است.
دسترسی به بزرگراه‌ها
سه بزرگراه شمال به جنوب امام علی، بزرگراه شهید صیاد شیرازی و بزرگراه شهید مدرس از منطقه هفت عبور می‌کند. همچنین ضلع شمالی منطقه به بزرگراه رسالت ختم می‌شود. در نهایت این منطقه سمت از جنوب به خیابان دماوند منتهی می‌شود. از شریان‌های ارتباطی درجه یک می‌توان به خیابان‌های انقلاب، شهید مطهری، شهید بهشتی، علی شریعتی، سهروردی، دماوند، شهید مفتح و سبلان اشاره کرد.
ایستگاه‌های مترو
پنج خط اصلی مترو، هفت ایستگاه بهره‌برداری شده است.
- ایستگاه متروی امام حسین
- ایستگاه متروی سبلان
- ایستگاه متروی شهید بهشتی
- ایستگاه متروی شهید صیاد شیرازی
- ایستگاه متروی شهید قدوسی
- ایستگاه متروی شهید مدنی
- ایستگاه متروی شهید مفتح
- ایستگاه متروی مصلای امام خمینی
- ایستگاه متروی سهروردی
- ایستگاه متروی شهدای هفت تیر
- ایستگاه متروی بهار شیراز

## حملات ۱۴۰۴ اسرائیل
در جریان جنگ ایران و اسرائیل، که در تاریخ ۲۳ خرداد ۱۴۰۴ (۱۳ ژوئن ۲۰۲۵) با حملات گسترده اسرائیل علیه عوامل و تأسیسات نظامی و همچنین علیه تأسیسات هسته‌ای در ایران آغاز شد، نیروهای دفاعی اسرائیل در ۲ و ۳ تیر هشدار تخلیه برای ساکنان منطقه ۷ تهران صادر کرد. هشدار تخلیه منتشر شد تا به ساکنان منطقه امکان تخلیه را بدهد و به این ترتیب خود را از حملات اسرائیلی  علیه زیرساخت‌های نظامی که در این منطقه قرار دارند، نجات دهند.